# ミステリアス・ローズ
『ミステリー・ローズ』（The Mysterious Rose）は、1914年公開のアメリカ合衆国のサイレント・白黒のミステリ映画である。監督はフランシス・フォード、脚本はグレイス・キュナードである。